# Parochieveldbos en Bruwaanbos
Het Parochieveldbos en Bruwaanbos is een bos- en natuurgebied in 'Landschapspark Bulskampveld' in Ruiselede (vlak bij Kruiskerke). Het Bruwaanbos is 12 hectare groot en wordt beheerd door het Agentschap voor Natuur en Bos. Het vormt samen met het 23 hectare grote Parochieveldbos van de gemeente Ruiselede één aaneengesloten openbaar wandelgebied van 35 hectare. Het Parochieveldbos is in zijn huidige vorm ontstaan op het einde van de 18de eeuw.  Voormalige wastines die niet in in landbouwgrond konden worden omgezet, werden aanvankelijk aangeplant met streekeigen loofhout en later ook met naaldhout. In 1922 was de gemeente eigenaar van 9,7 ha bos. In 1995 werd het bosareaal uitgebreid door 11,11 hectare bos met vijver aan te kopen. In 2002 werd 2,35 hectare landbouwgrond aangekocht. Deze gronden werden inmiddels bebost: één deel staat gekend als het geboortebos, een ander deel werd in 2009 bebost in het kader van de campagne Mayors for Peace. In het bos leven verschillende soorten vleermuizen en komen vele paddenstoelen voor.